# Tony Wied
Anthony Christian Wied, detto Tony (Lincoln, 3 maggio 1976), è un politico statunitense, membro della Camera dei Rappresentanti per lo stato del Wisconsin dal 2024.

## Biografia
Originario del Nebraska, Tony Wied crebbe ad Ashwaubenon. Studiò presso il Saint Norbert College, dove praticò il college football. Successivamente aprì una catena di negozi di benzina e minimarket chiamata Dino Stop, che vendette nel 2022.
Entrato in politica con il Partito Repubblicano, nel 2024 si candidò alle elezioni speciali indette per riassegnare il seggio del deputato dimissionario Mike Gallagher alla Camera dei Rappresentanti. Ottenne l'appoggio pubblico di Donald Trump. Nelle primarie sconfisse i legislatori statali André Jacque e Roger Roth ottenendo il 42% dei voti.
Nelle elezioni generali sconfisse l'avversaria democratica Kristin Lyerly con il 57% sia nelle elezioni speciali che determinavano il sostituto di Gallagher fino alla scadenza del mandato sia nelle elezioni ordinarie che si tennero lo stesso giorno per selezionare il deputato che avrebbe svolto un mandato pieno di due anni.
Ideologicamente, Tony Wied si definì come conservatore.